# Zvezdne steze: Onkraj
Zvezdne steze: Onkraj (v izvirniku angleško Star Trek: Beyond) je ameriški znanstvenofantastični akcijski film režiserja Justina Lina iz leta 2016. To je trinajsti film v nizu filmov Zvezdne Steze in tretji v seriji novih filmov Zvezdne steze po Star Trek Into Darkness (2013). Chris Pine in Zachary Quinto sta ponovno v vlogah kapitana Jamesa T. Kirka in Spocka, vloge iz prejšnjih filmov pa so ponovili tudi Simon Pegg, Karl Urban, Zoe Saldana, John Cho in Anton Yelchin. Pridružila sta se jima Idris Elba in Sofia Boutella.